# Lipaugus lanioides
Lipaugus lanioides là một loài chim trong họ Cotingidae.